# Zanie (sielsowiet Miadzioł)
Zanie – dawna wieś. Tereny na których leżała znajdują się obecnie na Białorusi, w obwodzie mińskim, w rejonie miadzielskim, w sielsowiecie Miadzioł.

## Historia
W czasach zaborów w granicach Imperium Rosyjskiego.
W dwudziestoleciu międzywojennym wieś leżała w Polsce, w województwie wileńskim, w powiecie duniłowickim (od 1926 postawskim), w gminie Mańkowicze (od 1927 gmina Hruzdowo).
Według Powszechnego Spisu Ludności z 1921 roku zamieszkiwało tu 49 osób, 29 było wyznania rzymskokatolickiego a 20 prawosławnego. Jednocześnie 13 mieszkańców zadeklarowało polską przynależność narodową a 36 białoruską. Było tu 10 budynków mieszkalnych. W 1931 w 24 domach zamieszkiwało 101 osób.
Miejscowość należała do parafii rzymskokatolickiej i prawosławnej w Hruzdowie. Podlegała pod Sąd Grodzki w Postawach i Okręgowy w Wilnie; właściwy urząd pocztowy mieścił się w Hruzdowie.
W 1938 roku miejscowość należała do gromady Rałowce gminy Hruzdowo.